# Палмоли
Палмоли (итал. Palmoli) је насеље у Италији у округу Кјети, региону Абруцо.
Према процени из 2011. у насељу је живело 676 становника. Насеље се налази на надморској висини од 703 м.

## Становништво
Према резултатима пописа становништва 2011. у општини је живело 980 становника.
| 1931. | 1936. | 1951. | 1961. | 1971. | 1981. | 1991. | 2001. | 2011. |
| ----- | ----- | ----- | ----- | ----- | ----- | ----- | ----- | ----- |
| 2.539 | 2.676 | 2.733 | 2.305 | 1.839 | 1.570 | 1.292 | 1.162 | 980   |